# Hammeria
Genre
Classification phylogénétique
Hammeria Burgoyne est un genre de plante de la famille des Aizoaceae.
Hammeria Burgoyne, in Cact. Succ. J. (Los Angeles) 70(4): 204 (1998)
Type : ? (soit Hammeria gracilis Burgoyne, soit Hammeria salteri (L.Bolus) Burgoyne, à vérifier)

## Liste des espèces
- Hammeria cedarbergensis Klak
- Hammeria gracilis Burgoyne
- Hammeria meleagris (L.Bolus) Klak
- Hammeria salteri (L.Bolus) Burgoyne